# Fernando Macedo da Silva
Fernando Macedo da Silva (* 20. April 1982 in A Coruña), besser bekannt als Nano, ist ein spanischer Fußballspieler, der bei Racing de Ferrol als linker Außenstürmer spielt.

## Karriere
Im Alter von 16 Jahren galt der bei der Reserve des FC Barcelona spielende Nano als ein Talent mit einer großen Zukunft. Bereits mit 17 Jahren debütierte er für die erste Mannschaft des FC Barcelona im spanischen Superpokal gegen den FC Valencia. Sein erstes Ligaspiel absolvierte er am 1. Spieltag der Saison 1999/00 beim 2:0 gegen Real Saragossa als Einwechselspieler. Am 27. Oktober 1999 kam er für den FC Barcelona beim Champions-League-Spiel gegen AIK Solna zum Einsatz. Damit war Nano der jüngste Spieler aller Zeiten des FC Barcelona, der in der Königsklasse zum Einsatz kam. Mittlerweile hat Bojan diesen Rekord gebrochen. Anschließend stagnierte seine Entwicklung und Nano kam erst wieder in der Saison 2002/03 zu einem Ligaeinsatz für Barça.
Mit seinem Stammplatz bei FC Barcelona B, der zweiten Mannschaft des FC Barcelona, wollte er sich nicht zufriedengeben und wechselte folglich 2003 zu Atlético Madrid. Seine erste Saison bei Atlético, in der er in 27 Ligaeinsätzen fünf Treffer erzielte, verlief mit der Qualifikation für den UI-Cup 2004 zufriedenstellend. In der zweiten Saison bei Atlético stand er nur drei Mal in der Startelf und verließ den Klub am Ende der Saison, um zum FC Getafe zu wechseln. Bei Getafe blühte ihm in der Saison 2005/06 dasselbe Schicksal, auch hier war er bei acht Ligaeinsätzen nur drei Mal in der Startformation.
Sein Abstieg zu einem Mittelklassestürmer ging 2006 mit dem Wechsel zum Segunda-División-Klub FC Cádiz unaufhörlich weiter. Bei diesem Klub kam Nano wieder regelmäßig zum Einsatz, stieg in seiner zweiten Saison aber gar in die dritte spanische Liga ab. 2008 wechselte Nano zum spanischen Drittligisten Racing de Ferrol, bei dem er sich mit seinen ansprechenden Leistungen für einen Transfer zum Zweitligisten CD Numancia zur Saison 2009/10 empfahl.
Nach drei Jahren und 90 Ligaspielen in Numancia schloss er sich im Sommer 2012 dem CA Osasuna an.